# Colony (álbum)
Colony es un álbum de la banda sueca de death metal melódico, In Flames. Fue publicado el 22 de junio de 1999, a través de Nuclear Blast. Fue el primer álbum de In Flames con la nueva alineación de la banda junto con Björn Gelotte quien cambiara su posición de baterista a guitarrista permanente, y con los nuevos miembros Daniel Svensson y Peter Iwers. Desde este álbum se pueden apreciar influencias de metal alternativo, que con del paso del tiempo y en los álbumes siguientes, se notarían cada vez más. El álbum cubre diversos aspectos de la religión y la espiritualidad, de la tal vez positiva luz de «Embody the Invisible» y «The New Word» a las más negativa «Zombie Inc.» y Scorn. Este álbum cuenta con un enfoque más energético en la música que lo anteriormente visto en el álbum Whoracle, aunque el enfoque en las letra de las canciones es similar.
«Ordinary Story» cuenta con su propio video musical publicitario.
La pista «Behind Space '99» es una versión de la pista escuchada por primera vez en Lunar Strain, aunque carece de la salida acústica original.
La canción «Embody the Invisible» aparece en la banda sonora del videojuego deportivo de skate, Tony Hawk's Underground.

## Lista de canciones
| N.º | Título                 | Duración |  |
| 1.  | «Embody the Invisible» | 3:37     |  |
| 2.  | «Ordinary Story»       | 4:16     |  |
| 3.  | «Scorn»                | 3:37     |  |
| 4.  | «Colony»               | 4:39     |  |
| 5.  | «Zombie Inc.»          | 5:05     |  |
| 6.  | «Pallar Anders Visa»   | 1:41     |  |
| 7.  | «Coerced Coexistence»  | 4:14     |  |
| 8.  | «Resin»                | 3:21     |  |
| 9.  | «Behind Space '99»     | 3:58     |  |
| 10. | «Insipid 2000»         | 3:45     |  |
| 11. | «The New Word»         | 3:18     |  |

Edición de lujo / Edición recargada, 2009
| Deluxe Edition/2009 Reloaded Edition |                |                |                     |          |  |
| N.º                                  | Título         | Letras         | Música              | Duración |  |
| 12.                                  | «Man Made God» | (Instrumental) | Strömblad & Gelotte | 4:11     |  |

Edición coreana
| Korean Edition |                       |                |                        |          |  |
| N.º            | Título                | Letras         | Música                 | Duración |  |
| 12.            | «Clad in Shadows '99» | Stanne         | Strömblad & Ljungström | 2:24     |  |
| 13.            | «Man Made God»        | (Instrumental) | Strömblad & Gelotte    | 4:11     |  |

## Créditos
- Anders Fridén – Voz
- Jesper Strömblad – Guitarra, Órgano Hammond
- Björn Gelotte – Guitarra
- Peter Iwers – Bajo
- Daniel Svensson – Batería
- Fredrik Nordström – Órgano Hammond, Guitarra
- Charlie Storm – Sintetizadores, Programadores
- Kee Marcello – guitarra (segundo solo en "Coerced Coexistence")